# Carex livida
Carex livida là một loài thực vật có hoa trong họ Cói. Loài này được (Wahlenb.) Willd. mô tả khoa học đầu tiên năm 1805.

## Hình ảnh

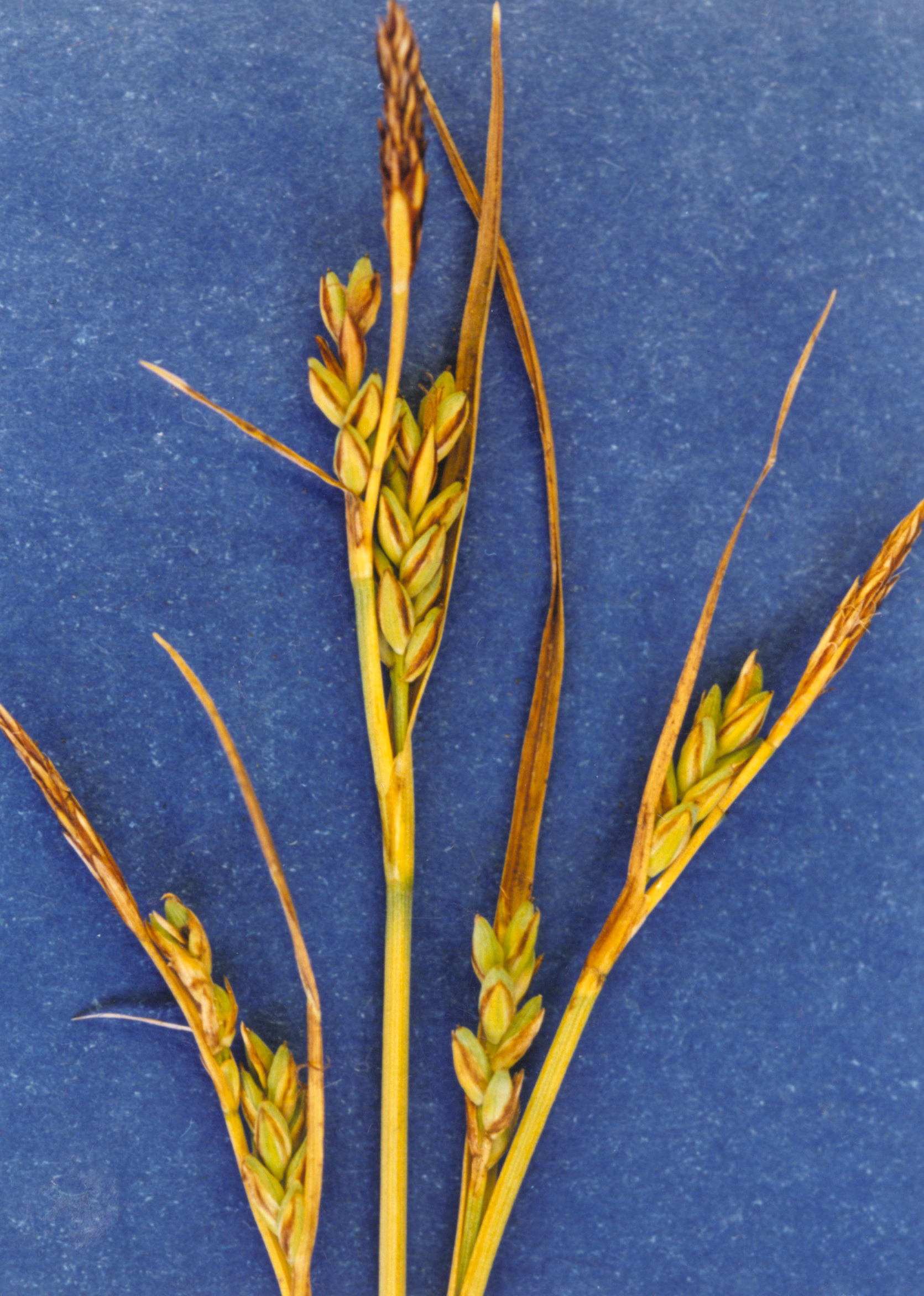
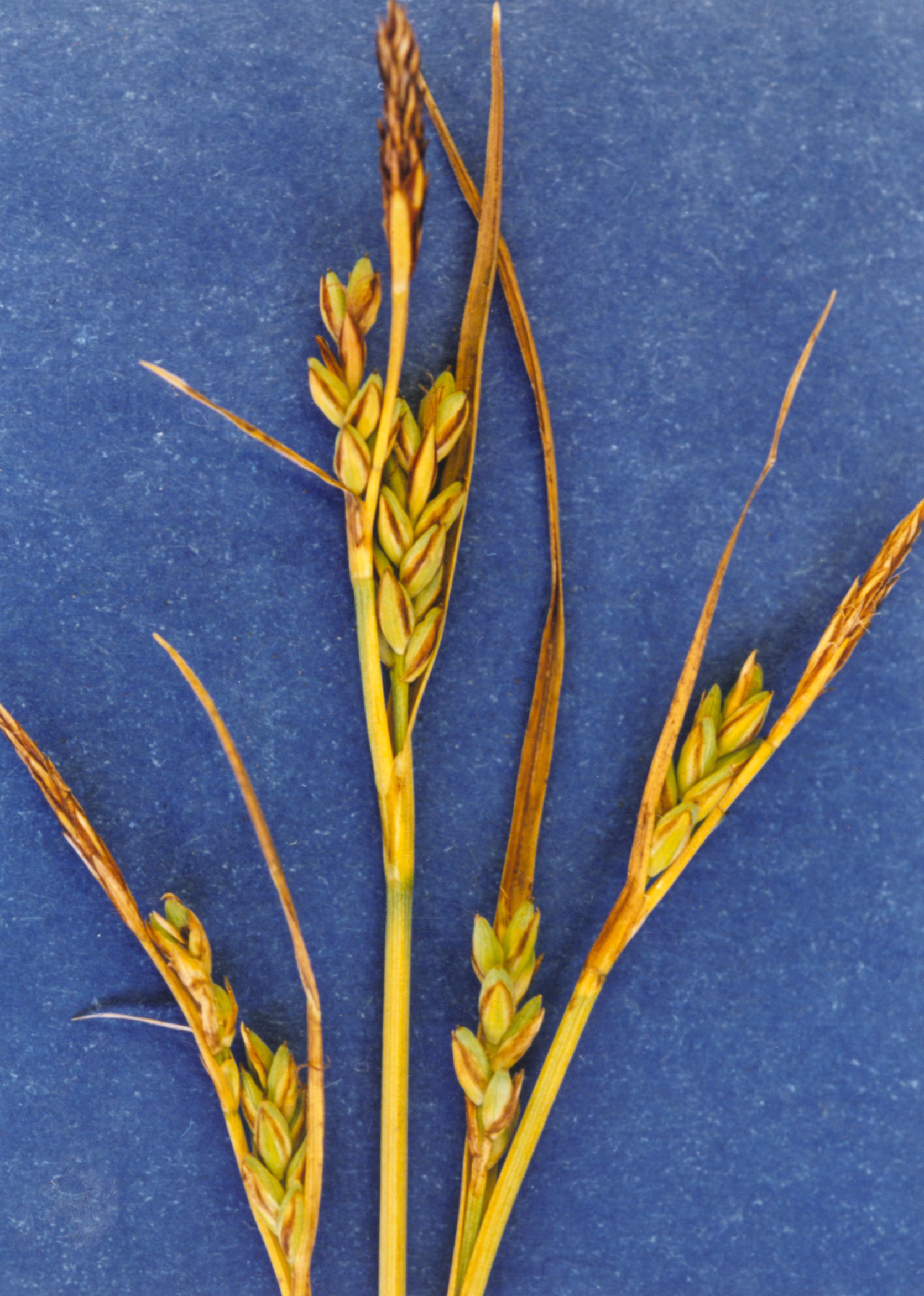
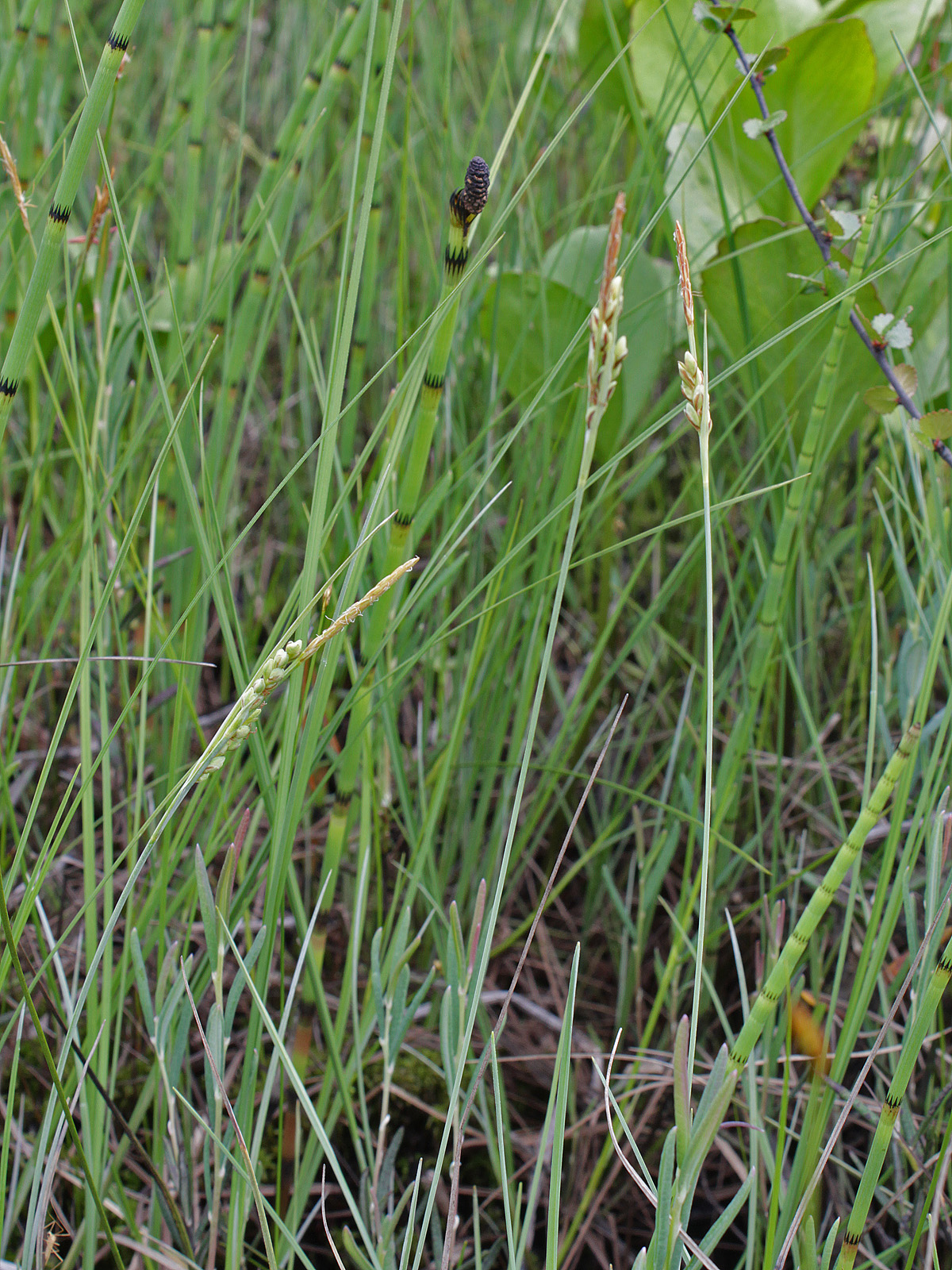